# Linear Men
I Linear Men sono membri di una squadra di supereroi immaginari nell'Universo DC. Comparvero per la prima volta in Adventures of Superman n. 476 (marzo 1991).

## Storia
I Linear Men sono una squadra di uomini e donne che sorvegliano il tempo e lavorano per risolvere i paradossi. Il gruppo principale consiste di Matthew Ryder (leader e fondatore), una versione alternativa futura di Ryder nota come Waverider, Travis O'Connell, Liri Lee, Rayak the Ravager e Rip Hunter, anche se altri membri dei Linear Men furono visti di quando in quando. Un Matthew alternativo, uno che una volta lavorò per Lex Luthor, divenne parte del gruppo.
I Linear Men operano in una base che esiste durante un l'ultimo possibile momento dell'universo, l'ultimo nanosecondo prima che l'entropia metta fine a tutto, chiamato Punto di svanimento.
Il loro nome deriva da una premessa in cui dopo la Crisi sulle Terre infinite, il tempo divenne strettamente lineare e i paradossi potevano sbrogliare la sola linea temporale rimasta. Grazie a Rip Hunter, rimasero beatamente ignoranti dell'Ipertempo.
Prima della Crisi, O'Connell perì quando fece detonare la luna nel 2995 d.C. Questo è esattamente ciò che doveva accadere e il sacrificio di O'Connell mantenne la linea temporale al suo posto.
Durante l'attacco di Gog a Superman, uccidendolo nel presente e quindi andando indietro nel tempo di giorno in giorno, i Linear Men furono scossi da una mancanza di anomalie sui loro dispositivi; Superman veniva ucciso costantemente, e ancora i loro registri lo mostravano vivo nell'853º secolo senza errori. Rip Hunter spiegò l'anomalia agli eroi chiave della DC quando rivelò loro l'esistenza dell'Ipertempo, una massa di linee alternative che fu mantenuta segreta persino agli stessi Linear Men a causa della loro inabilità ad accettarne l'esistenza. Di conseguenza fuggì dai suoi colleghi dopo aver portato Superman, Batman e Wonder Woman dall'anno 2020 - insieme ai figli di altri noti supereroi - indietro nel 1999 per aiutare le loro controparti più giovani a fermare Gog.
I Linear Men aiutarono Superman a combattere la minaccia di Dominus. Comparvero predominantemente nel fumetto Chronos, che vide protagonista Walker Gabriel. Gabriel fu accusato di omicidio di un agente Linear Man. Un altro agente lo inseguì nel tempo, anche nella città di Smallville durante la sua epoca del "Selvaggio West". A questo agente si oppose anche una piccola troupe di intrattenitori viaggianti. Questa serie fa notare anche un fatto piuttosto importante ai Linear Men: loro non sono coscienti della Crisi sulle Terre Infinite, mentre invece sono al corrente dell'ex multiverso, come notato da criminale Konstantin Vyronis.
Rip Hunter infine bloccò i Linear Men per ragioni sconosciute. Nella serie Time Masters: Vanishing Point, si scoprì che Rip e i Linear Men sono furono mai d'accordo su come maneggiare il tempo e che Rip, stanco dell'interferenza dei Linear Men, lo bloccò in una cella del Punto di svanimento. Più avanti, Matthew Ryder e Liri Lee furono liberati dal loro imprigionamento dai Time Stealers: Black Beetle, Despero, Per Degaton e Ultra-Humanite. Black Beetle intendeva utilizzare i Linear Men per riportare Waverider in vita. Ma Supernova evitò che Black Beetle mettesse in atto la sua distopia e inviò i Time Stealers nel presente. Tuttavia, Black Beetle riuscì a fuggire, e i Linear Men andarono con lui. Quindi si teletrasportarono nel tempo alla ricerca del cadavere di Waverider in una landa desolata nel futuro della Terra. Dopo che Black Beetle ritrovò il corpo di Waverider, fece il doppio gioco con i Linear Men, rivelando il suo piano di utilizzare i poteri di Waverider per diventare invulnerabile. Black Beetle tentò quindi di fondersi con i poteri del corpo di Waverider ma fu fermato da Supernova. Invece, fu Liri a fondersi con Waverider e divenne Linear Woman, dopodiché Black Beetle fuggì. Giunsero poi Rip e il resto dei Time Masters ma Linear Woman rifiutò di accettare le regole di Rip sul viaggio temporale e teletrasportò sé stessa e Matthew nel tempo.